# Brando Benifei
Brando Benifei (ur. 1 stycznia 1986 w La Spezia) – włoski polityk, działacz młodzieżowy, deputowany do Parlamentu Europejskiego VIII i IX kadencji.

## Życiorys
Po ukończeniu szkoły średniej podjął studia prawnicze na Uniwersytecie Bolońskim. Od 2002 związany z organizacją młodzieżową Demokratów Lewicy (Sinistra Giovanile), następnie od 2007 z młodzieżówką powołanej wówczas Partii Demokratycznej (Giovani Democratici), pełniąc różne funkcje w strukturach tych federacji. Był również wiceprzewodniczącym ECOSY, organizacji młodzieżowej Partii Europejskich Socjalistów (2009–2013). W 2014 z ramienia PD został wybrany na eurodeputowanego. W 2019 i 2024 z powodzeniem ubiegał się o reelekcję.